# Ellen Frank

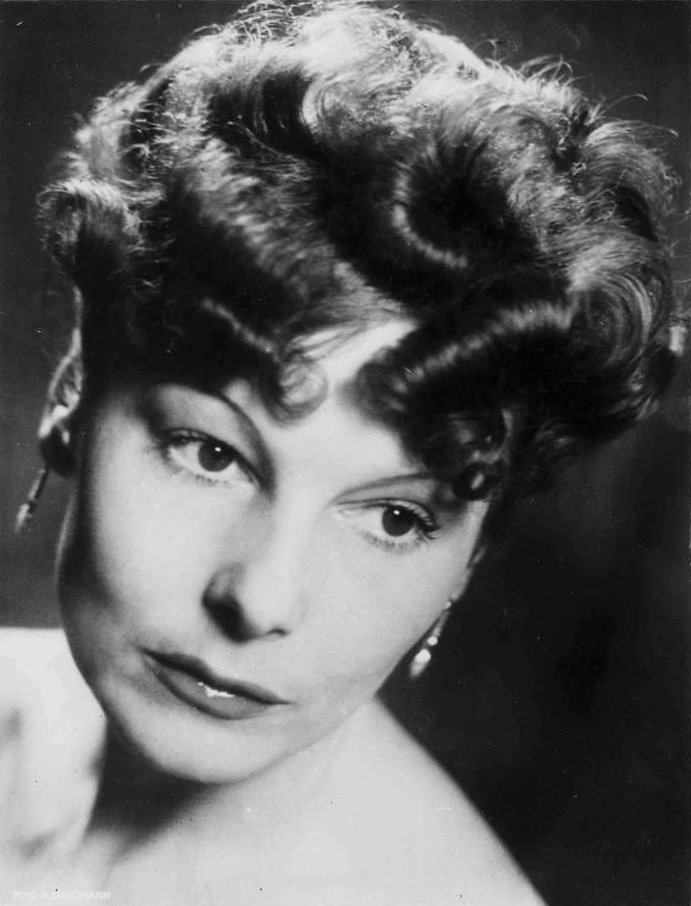
Ellen Frank, 1938

Ellen Frank (* 9. März 1904 in Aurich; † 17. September 1999 in Klagenfurt) war eine deutsche Schauspielerin und Tänzerin.

## Leben
Ellen Frank wurde als Tochter des preußischen Regierungsrates Georg Frank und seiner Ehefrau Paula, geb. Heckmann, in Ostfriesland geboren. Sie wuchs in Köln und ab 1911 in Hannover auf. Dort besuchte sie eine höhere Töchterschule. Sie erhielt eine Ausbildung an der Handelsschule und bei einem Ingenieurbüro. Danach arbeitete sie als Sekretärin bei einer Konzertagentur. 1921 verlor sie ihren Vater, 1922 ihre Mutter. Ihr Vormund ließ sie 1922 mündig erklären. Ellen Frank nahm Tanzunterricht, u. a. bei Mary Wigman und bei dem Ballettmeister Max Terpis, der sie als Tanzelevin an das Stadttheater Hannover verpflichtete. Ihre Schwester war Ilse Frank, die später den Namen Ise Gropius trug und Ehefrau von Walter Gropius war.
1924 war sie mit einem modernen Tanztheater-Ensemble auf Tournee. In der Spielzeit 1924/25 war sie am Dreistädtebundtheater Hamborn/Gladbeck/Oberhausen engagiert und gastierte im Stadttheater Hamborn und an der Städtischen Bühne Oberhausen. In der Spielzeit 1925/26 folgte ein Engagement als Tänzerin am Stadttheater Duisburg. Für die Spielzeit 1926/27 war sie am Vereinigten Stadttheater Duisburg-Bochum als Tänzerin verpflichtet worden.
1926 ging Ellen Frank nach Berlin, wo sie ab September 1926 am Preußischen Staatstheater in Erwin Piscators Schiller-Inszenierung Die Räuber in einer kleinen Rolle zur Besetzung gehörte. Sie erhielt anschließend Schauspielunterricht im Piscator-Bühnenstudio und spielte in Berlin an verschiedenen Theatern. In der Spielzeit 1926/27 trat sie am „Kleinen Theater unter den Linden“ auf. 1927 spielte sie im Theater am Nollendorfplatz. In der Spielzeit 1927/28 trat sie am „Theater in der Klosterstraße“ auf. Ab März 1928 spielte sie am Lessing-Theater in einer Produktion des Studios der Schauspieler der Piscator-Bühne neben Alexander Granach und Renée Stobrawa die Rolle der Muriel in der deutschsprachigen Erstaufführung von Upton Sinclairs Schauspiel Singende Galgenvögel. In der Spielzeit 1928/29 wirkte sie im „Neuen Theater am Zoo“ in der Uraufführung der Tragikomödie Kolpack muß tanzen! von Helmuth Unger mit. Außerdem trat sie in der Spielzeit 1928/29 am „Theater in der Stadt“ auf. Ab Juli 1929 war sie mit Max Adalbert auf Tournee, u. a. mit dem Stück Klubleute von Fritz Friedmann-Frederich und als Kitty Blitz in Naß oder trocken von Frank Green, in dem sie das von Friedrich Hollaender komponierte Titel-Chanson sang. In der Spielzeit 1929/30 trat sie im „Neuen Theater am Zoo“ als Auguste in dem Singspiel Alt-Berlin, nach „Nante“ von Adolf Glaßbrenner, auf. Es folgten als Zwischenstationen kurze Engagements am Stadttheater Würzburg, am „Neuen Theater Frankfurt“ und an der Komödie Dresden.
Im Januar 1931 wirkte sie in Berlin in der Eröffnungspremiere der von Friedrich Hollaender gegründeten Kleinkunstbühne „Tingel-Tangel“ mit. In der Spielzeit 1931/32 spielte sie an der Komödie Dresden die Rolle der Trude in der Dresdner Erstaufführung der Revue Zwei Krawatten von Georg Kaiser und Mischa Spoliansky. 1932 trat sie an der Volksbühne Berlin, mit Ernst Busch als Partner, in der Uraufführung des Schauspiels Die Ehe von Alfred Döblin auf. Im Januar 1933 wirkte sie, als „moderne Diseuse“, an der Volksbühne Berlin in einer humoristischen Matinee mit.
Ab 1932 arbeitete Frank umfangreich für das Kabarett, unter anderem beim Kabarett „Die Katakombe“ (mit Werner Finck), außerdem in der von Adolf Gondrell geleiteten Bonbonniere in München (1938) und beim „Kabarett der Komiker“ (1938/39). 1938 hatte sie Auftritte im Tanzkabarett „Vaterland“ in Dresden, im „Kaiserhof Köln“ und im Varieté-Theater „Casanova“ in Essen.
Ab 1933 konnte Ellen Frank sich auch im deutschen Film einen Namen machen. In mehreren Produktionen, darunter wiederholt mit Heinz Rühmann, verkörperte sie selbstbewusste junge Frauen. Zu ihren Filmen gehörten u. a. Heinz im Mond (1934),
Peer Gynt (1934), Der alte und der junge König (1935), Das Mädchen vom Moorhof (1935) und Gold in New Frisco (1939). Nach ihrer Eheschließung im Jahr 1939 zog sie sich längere Zeit aus der Öffentlichkeit zurück. Sie trat jedoch weiterhin gelegentlich als Kabarettistin auf, u. a. 1940/41 im „Wilhelmsbau Stuttgart“ und im „Kaiserhof Köln“.
Nach dem Zweiten Weltkrieg begann Ellen Frank 1945 als Kabarettistin an der „Münchner Schaubude“. In den 1950er Jahren sah man Frank wieder in einigen Filmen. 1954 war sie in zwei Schongerfilm-Märchenproduktionen zu sehen. In Hänsel und Gretel war sie die Mutter, in Rotkäppchen verkörperte sie die Großmutter. Im Märchenfilm Die Bremer Stadtmusikanten (1959) war sie als Krämerin zu sehen.
Ab 1960 nahm Ellen Frank in München auch ihre Theaterarbeit wieder auf. Sie hatte Engagements u. a. am „Theater in der Brienner Straße“, am Bayerischen Staatsschauspiel und an den Münchner Kammerspielen. In der Spielzeit 1960/61 übernahm sie am Residenztheater München unter der Regie von Kurt Meisel die Rolle der Hausfrau in der Münchner Erstaufführung des Theaterstücks Die Nashörner von Eugène Ionesco. Außerdem spielte sie ab November 1960 in der Komödie Moral von Ludwig Thoma in über 40 Vorstellungen die Rolle der Malerin Frl. Koch-Pinneberg. Ab April 1962 spielte sie im „Theater in der Brienner Straße“ in dem musikalischen Singspiel Das Dreimäderlhaus die Madame Tschöll. In der Spielzeit 1972/73 war sie in einer Produktion der Gastspieldirektion „Neue Schaubühne“ mit dem Theaterstück Wie man Karriere macht von Alexander N. Ostrowski gemeinsam mit Volker Lechtenbrink und Rosemarie Fendel auf Tournee. In der Spielzeit 1977/78 war sie beim „Theater auf Tournee“ (Ltg.: Manfred Greve) unter Vertrag. In der Spielzeit 1985/86 gastierte sie an den Münchner Kammerspielen als Nell in Endspiel von Samuel Beckett (Regie: Thomas Schulte-Michels). In der Spielzeit 1990/91 gehörte sie an den Münchner Kammerspielen zur Uraufführungsbesetzung von Botho Strauß’ Theaterstück Schlußchor. Ihre letzten Theaterauftritte hatte Ellen Frank in der Spielzeit 1993/94 am Bayerischen Staatsschauspiel in dem Drama Gewitter (Regie: Amelie Niermeyer) von Alexander N. Ostrowski.
Große Bedeutung erlangte schließlich ab den 1960er Jahren ihre Tätigkeit für das Fernsehen. Sie wirkte in mehreren Serien mit und wurde häufig in Krimiserien wie Derrick und Der Alte besetzt. In Zwei Münchner in Hamburg (1993) spielte sie in einer Episode mit. Ihren letzten TV-Auftritt hatte sie im Alter von 90 Jahren als Vermieterin in der ARD-Vorabendserie Gegen den Wind (1995).
Ellen Frank war eng mit Erich Kästner, Waldemar Bonsels, Alfred Döblin und Lion Feuchtwanger befreundet, in deren Werken sie teilweise auch auftrat. Von 1929 bis 1931 war sie mit dem Maler und Bühnenbildner László Moholy-Nagy liiert. Ab 1939 war sie mit dem in der Baubranche tätigen Georg Arm verheiratet. Aus dieser 1953 geschiedenen Ehe stammt ihre Tochter Evelyn[e] Frank, die Kostümbildnerin wurde und den Bühnenbildner Matthias Kralj heiratete. Ellen Frank starb im September 1999 im Alter von 95 Jahren nach langer Krankheit. Sie wurde auf dem Kirchenfriedhof der Pfarrkirche St. Martin in Klagenfurt am Wörthersee beigesetzt.

## Filmografie
- 1930: Es gibt eine Frau, die Dich niemals vergißt
- 1933: Der Stern von Valencia
- 1933: Die Nacht der großen Liebe
- 1933: Ein Unsichtbarer geht durch die Stadt
- 1933: Rakoczy-Marsch
- 1934: So ein Flegel
- 1934: Heinz im Mond
- 1934: Peer Gynt
- 1935: Lockspitzel Asew
- 1935: Der alte und der junge König
- 1935: Ein Mädel aus guter Familie
- 1935: Lärm um Weidemann
- 1935: Nacht der Verwandlung
- 1935: Die blonde Carmen
- 1935: Das Mädchen vom Moorhof
- 1935: Der Außenseiter
- 1936: Die lustigen Weiber
- 1936: Familienparade
- 1936: Die un-erhörte Frau
- 1936: Unter heißem Himmel
- 1937: Mädchen für alles
- 1939: Gold in New Frisco
- 1954: Hänsel und Gretel
- 1954: Rotkäppchen
- 1954: Der Engel mit dem Flammenschwert
- 1956: Rosen für Bettina
- 1959: Die Bremer Stadtmusikanten
- 1963: Das Kriminalmuseum – Nur ein Schuh (Fernsehserie, eine Folge)
- 1964: Das Kriminalmuseum – Gesucht: Reisebegleiter (Fernsehserie, eine Folge)
- 1966: Conan Doyle und der Fall Edalji (Fernsehfilm)
- 1966: Die fünfte Kolonne – Stahlschrank SG III (Fernsehserie, eine Folge)
- 1966: Das Kriminalmuseum – Der Barockengel (Fernsehserie, eine Folge)
- 1967: Sonntage des Lebens (Le dimanche de le vie)
- 1967: Der Zündholzkönig – Der Fall Ivar Kreuger (Fernsehfilm)
- 1970: Tatort: Saarbrücken, an einem Montag … (Fernsehreihe)
- 1971: Der Kommissar – Die Anhalterin (Fernsehserie, eine Folge)
- 1972: Die Klosterschülerinnen
- 1972: Pater Brown – Das Rätsel Michael Mondschein (Fernsehserie, eine Folge)
- 1975: Lina Braake oder Die Interessen der Bank können nicht die Interessen sein, die Lina Braake hat
- 1979: Der Alte – Alte Kameraden (Fernsehserie, eine Folge)
- 1979: Der ganz normale Wahnsinn (Fernsehserie, eine Folge)
- 1984: Ein Fall für zwei – Elf Jahre danach (Fernsehserie, eine Folge)
- 1985: Gespenstergeschichten – Ambrose Temple (Fernsehserie, eine Folge)
- 1987: Tatort: Gegenspieler (Fernsehreihe)
- 1988: Derrick – Mord inklusive (Fernsehserie, eine Folge)
- 1989: Der Alte – Das Spiel ist aus (Fernsehserie, eine Folge)
- 1990: Wüsten (Fernsehfilm)
- 1991: Forsthaus Falkenau (Fernsehserie, zwei Folgen)
- 1992: Herr Ober!
- 1992: Lilli Lottofee – Lilli lässt sich scheiden und geht zur Wahrsagerin (Fernsehserie, eine Folge)
- 1993: Zwei Münchner in Hamburg – Was für eine Premiere! (Fernsehserie, eine Folge)
- 1994: Der Fahnder – Picknick am See (Fernsehserie, eine Folge)
- 1995: Gegen den Wind – Entscheidungen (Fernsehserie, eine Folge)